# Karl Peter Brendel

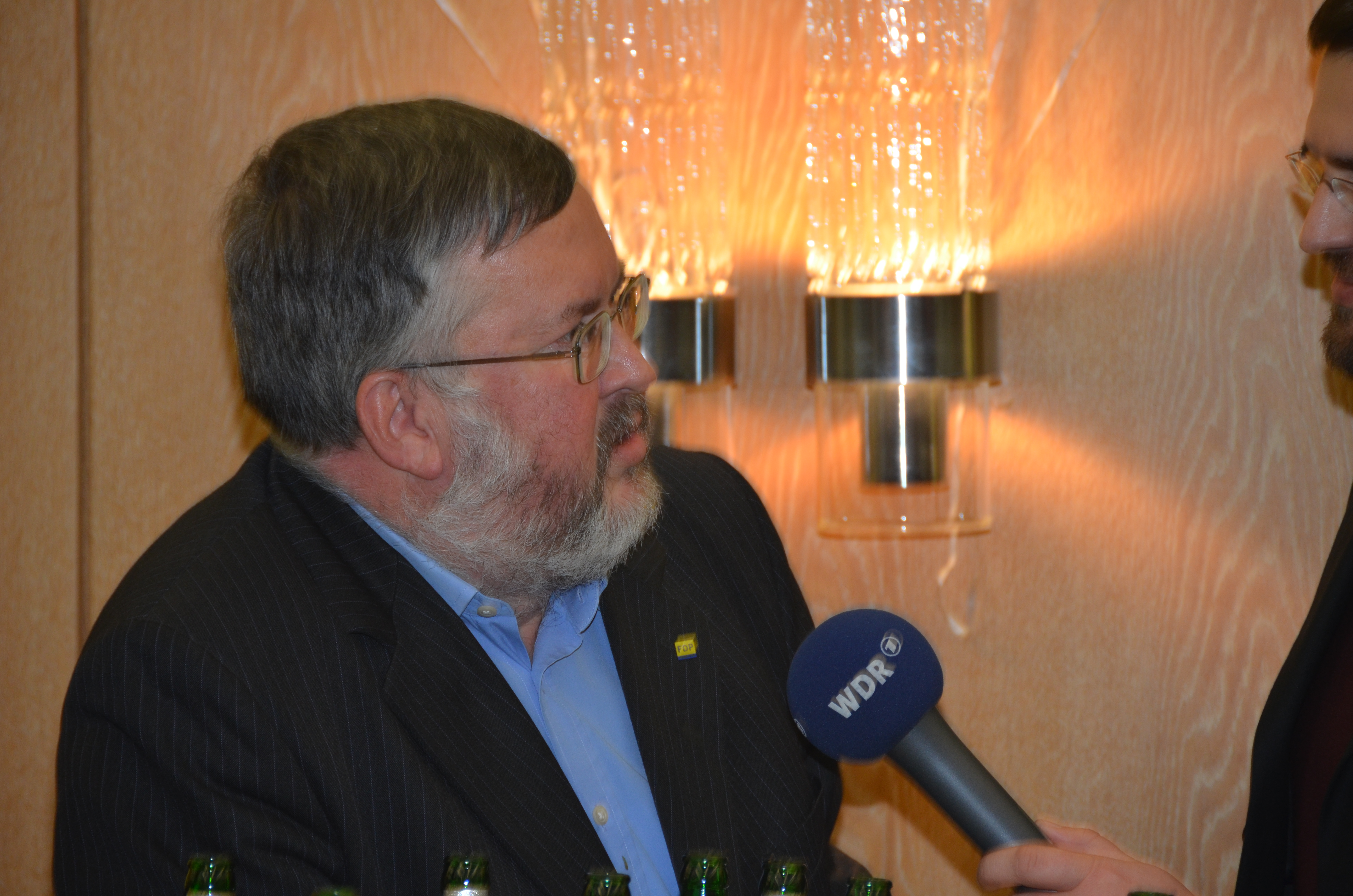
Karl Peter Brendel bei der Niedersachsenwahl 2013

Karl Peter Brendel (* 23. Januar 1955 in Niedermarsberg) ist ein deutscher Politiker (FDP).

## Leben und Beruf
Karl Peter Brendel legte 1974 das Abitur am Christian-Rauch-Gymnasium in Arolsen ab. Von 1975 bis 1981 studierte er Rechtswissenschaft an der Ruhr-Universität Bochum und beendete das Studium erfolgreich mit dem ersten juristischen Staatsexamen ab. Es schloss sich eine Referendarzeit am Landgericht Paderborn und an der Hochschule für Verwaltungswissenschaften in Speyer an. 1984 legte er die zweite juristische Staatsprüfung ab.
Von Juli 1984 bis Juni 2005 war Brendel in einer eigenen Kanzlei in Marsberg als Rechtsanwalt tätig. Darüber hinaus war er von Februar 2000 bis Juni 2005 gleichzeitig Notar.
Karl Peter Brendel ist verheiratet und Vater von zwei Kindern.

## Partei
Brendel trat 1972 in die FDP ein. Er führte den Vorsitz im FDP-Kreisverband Hochsauerland von 1986 bis 1992. Von 1992 bis 2010 war er stellvertretender Vorsitzender des FDP-Bezirksverbandes Westfalen-Süd. Von 2005 bis 2010 war er kooptiertes Mitglied im Landesvorstand der FDP NRW.

## Abgeordneter
Brendel war von 1989 bis 1994 und wieder von 1999 bis 2005 Vorsitzender der FDP-Fraktion im Kreistag des Hochsauerlandkreises. Von 1999 bis 2005 war er zudem Mitglied im Rat der Stadt Marsberg.
Er zog 2000 über die Landesliste in den 13. Landtag von Nordrhein-Westfalen ein, dem er bis 2005 angehörte. Dort war er baupolitischer Sprecher der FDP-Fraktion.

## Öffentliche Ämter
Von Juni 2005 bis Juli 2010 war er Staatssekretär in dem von Ingo Wolf (FDP) geführten Innenministerium des Landes Nordrhein-Westfalen.
Seit 2018 ist er Mitglied im Vorstand der NRW-Stiftung.
Er ist ehrenamtlicher Bundesgeschäftsführer der Vereinigung Liberaler Kommunalpolitiker. Seit dem 1. Juli 2021 ist er unabhängiger Beauftragter der Landesregierung für Beschwerden aus den Landesunterbringungseinrichtungen für Asylsuchende.